# Луїза Шредер
Луїза Доротея Софія Шредер (нім. Louise Dorothea Sophie Schroeder; 2 квітня 1887, Альтона — 4 червня 1957, Західний Берлін) — німецька політична діячка, членкиня СДПН, феміністка. Перша обер-бургомістрка Берліну під час блокади Західного Берліну.

## Біографія
Луїза Шредер — дочка продавчині овочів і сільськогосподарського робітника. По закінченні середньої школи Луїза Шредер влаштувалася на роботу в страхову компанію і активно брала участь в робітничому русі. У 1910 році вступила в СДПН і займалася соціальною політикою і питаннями прав жінок. Була однією із засновниць робітничого благодійного товариства. У 1919 році Луїза Шредер стала однією з наймолодших членкинь Веймарських установчих зборів.
Після проголошення виборчого права жінок Шредер стала однією з перших жінок — депутаток рейхстагу. З 1925 року викладала у товаристві при школі в Берліні. Також викладала у Німецькій вищій школі політики, нині Інституті політичних наук імені Отто Зура при Вільному університеті Берліна.
З приходом до влади націонал-соціалісти видали Шредер заборону на викладацьку діяльність. Кілька разів її викликали на допити. Під час війни проживала в Гамбурзі, Берліні і Данії. Спробувала заробляти на життя, відкривши булочну, але її підприємство бойкотували за те, що вона відмовилася використовувати нацистське привітання.
Після війни Луїза Шредер була обрана членкинею міських зборів Берліну і брала участь у відтворенні СДПН у Берліні. За наполяганням Отто Зура 8 травня 1947 року Луїза Шредер погодилася виконувати обов'язки обер-бургомістерки Берліну після відставки першого післявоєнного обер-бургомістра Берліна Отто Островські. У червні 1947 року наступником Островські був обраний Ернст Рейтер, який не зміг вступити на посаду через протест радянської сторони. Луїза Шредер залишалася на посаді обер-бургомістерки Берліну до 7 грудня 1948 року.
Після фінансово-політичного розмежування Тризонії і радянського сектору окупації Берліна в результаті грошової реформи 1948 року Луїза Шредер входила до складу Сенату Західного Берліна з Рейтером на чолі і продовжувала виконувати обов'язки обер-бургомістерки до 18 січня 1951 року.
При Луїзі Шредер Західний Берлін пережив блокаду завдяки організації Берлінського повітряного мосту.
На виборах 1947 року була обрана депутаткою Бундестагу. У 1948 році Шредер входила в установчий комітет Вільного університету Берліна. У 1949 році Луїза Шредер розглядалася в якості кандидатки на посаду федеральної президента ФРН від СДПН, але вона поступилася Курту Шумахеру. У 1950 році Луїза Шредер увійшла до складу Парламентської асамблеї Ради Європи. У 1946—1950 роках Шредер разом з Отто Зуром видавала в Берліні теоретичний журнал «Соціалістичне століття» (нім. Das sozialistische Jahrhundert).
Похована на цвинтарі Хольстенкамп в Гамбурзі.
Луїза Шредер — кавалерка золотої медалі міста Парижу. У 1952 році була нагороджена великим хрестом із зіркою ордена «За заслуги перед ФРН». 2 квітня 1957 року Луїзі Шредер присвоїли звання почесної громадянки Берліну. Ім'я Луїзи Шредер носить один із залів Червоної ратуші, а також спортивний центр у Веддінгу, житловий квартал в Шпандау, численні школи у Мюнхені, Берліні, Ніденштайні і Гамбурзі. Іменем Луїзи Шредер названі також вулиці і площі міст Німеччини. У 1998 році Сенат Берліну заснував почесну медаль імені Луїзи Шредер.